# Danielle Woodward
Danielle Anne Woodward (Melbourne, 20 de marzo de 1965) es una deportista australiana que compitió en piragüismo en la modalidad de eslalon.
Participó en tres Juegos Olímpicos de Verano, entre los años 1992 y 2000, obteniendo una medalla de plata en Barcelona 1992, en la prueba de K1 individual.
En 2000 fue condecorada con la Medalla Deportiva Australiana y en 2002 con la Medalla de la Orden de Australia (OAM).

## Palmarés internacional
| Juegos Olímpicos | Juegos Olímpicos   | Juegos Olímpicos | Juegos Olímpicos |
| Año              | Lugar              | Medalla          | Competición      |
| ---------------- | ------------------ | ---------------- | ---------------- |
| 1992             | Barcelona (España) | Medalla de plata | K1 individual    |